# Taylor Woodrow Grand Prix of San Jose 2005
Taylor Woodrow Grand Prix of San Jose 2005 var den åttonde deltävlingen i Champ Car 2005. Racet kördes den 31 juli på San Joses gator. Sébastien Bourdais tog sin andra raka seger, och utökade sin mästerskapsledning. Paul Tracy hängde på med en andraplats, medan Oriol Servià slutade trea.

## Slutresultat
| Plats | Förare             | Team                | Grid | Kvaltid |
| ----- | ------------------ | ------------------- | ---- | ------- |
| 1     | Sébastien Bourdais | Newman/Haas Racing  | 1    | 54,243  |
| 2     | Paul Tracy         | Forsythe Racing     | 3    | 54,570  |
| 3     | Oriol Servià       | Newman/Haas Racing  | 2    | 54,305  |
| 4     | Justin Wilson      | RuSPORT             | 9    | 55,093  |
| 5     | Mario Domínguez    | Forsythe Racing     | 5    | 54,654  |
| 6     | Timo Glock         | Rocketsports Racing | 7    | 54,895  |
| 7     | Ronnie Bremer      | Dale Coyne Racing   | 16   | 56,452  |
| 8     | Björn Wirdheim     | HVM Racing          | 8    | 55,054  |
| 9     | Alex Tagliani      | Forsythe Racing     | 17   | 56,616  |
| 10    | Cristiano da Matta | PKV Racing          | 13   | 55,773  |
| 11    | Jimmy Vasser       | PKV Racing          | 10   | 55,414  |
| 12    | Marcus Marshall    | Team Australia      | 18   | 57,687  |
| 13    | Rodolfo Lavín      | HVM Racing          | 12   | 55,449  |
| 14    | Ryan Hunter-Reay   | Rocketsports Racing | 15   | 56,019  |
| 15    | Nelson Philippe    | Conquest Racing     | 6    | 54,878  |
| 16    | Andrew Ranger      | Conquest Racing     | 11   | 55,434  |
| 17    | A.J. Allmendinger  | RuSPORT             | 4    | 54,604  |
| 18    | Ricardo Sperafico  | Dale Coyne Racing   | 14   | 55,972  |